# Anisodes obviata
Anisodes obviata là một loài bướm đêm trong họ Geometridae.